# Confolent-Port-Dieu
Confolent-Port-Dieu is een gemeente in het Franse departement Corrèze (regio Nouvelle-Aquitaine) en telt 29 inwoners (2009). De plaats maakt deel uit van het arrondissement Ussel.

## Geografie
De oppervlakte van Confolent-Port-Dieu bedraagt 9,5 km², de bevolkingsdichtheid is dus 3,1 inwoners per km².
De onderstaande kaart toont de ligging van Confolent-Port-Dieu met de belangrijkste infrastructuur en aangrenzende gemeenten.

## Demografie
Onderstaande figuur toont het verloop van het inwonertal (bron: INSEE-tellingen).